# Jarosław Moklak
Jarosław Adam Moklak (ur. 1959) – polski historyk, profesor nauk humanistycznych, pracujący w Instytucie Historii UJ, specjalizuje się w historii Europy Środkowej i Wschodniej XIX-XX w.
Praca doktorska na temat Orientacje polityczne na Łemkowszczyźnie w Drugiej Rzeczypospolitej (moskalofilstwo, ruch staroruski, ukraiński ruch narodowy) obroniona na Uniwersytecie Jagiellońskim na Wydziale Historycznym w roku 1994.

## Publikacje (wybrane)
- W walce o tożsamość Ukraińców, s. 318, ISBN 83-88737-56-2.
- Ukraińskie tradycje parlamentarne XIX–XXI wiek, s. 259, ISBN 83-88737-13-9.
- The Lemko Region, 1939–1947 War, Occupation and Deportation – Articles and Essays, wydawca Paul Best i Jarosław Moklak
- The Lemkos of Poland – Articles and Essays, wydawca Paul Best i Jarosław Moklak ISBN 83-912018-3-X.